# Rádio Pirata ao Vivo
Rádio Pirata ao Vivo é o primeiro álbum ao vivo da banda de rock brasileira RPM, lançado em 1986. Está entre os discos mais vendidos da história da indústria fonográfica do Brasil, com mais de 3 milhões de cópias vendidas.
Foi gravado nos dias 26 e 27 de maio de 1986 no Pavilhão de Convenções do Complexo do Anhembi, em São Paulo e traz grandes sucessos como "Revoluções por Minuto", "Rádio Pirata" (que intitula o álbum), "Olhar 43" e as inéditas "Naja" (instrumental baseado nos teclados de Luiz Schiavon) e "Alvorada Voraz", além das regravações de "London, London", de Caetano Veloso, e "Flores Astrais", do grupo Secos & Molhados.
Foi remasterizado e relançado em 2008, no box Revolução: RPM 25 Anos, que também inclui as reedições dos álbuns Revoluções por Minuto e Quatro Coiotes, além de um CD com remixes e raridades e um DVD com o registro do show também chamado Rádio Pirata ao Vivo, originalmente lançado em VHS em 1987, a partir de um show realizado no Ginásio do Ibirapuera, no dia 17 de dezembro de 1986. Em 2011, sua versão em DVD foi certificada com disco de ouro pela ABPD.
| Críticas profissionais                                                      | Críticas profissionais |
| Avaliações da crítica                                                       | Avaliações da crítica  |
| Fonte                                                                       | Avaliação              |
| --------------------------------------------------------------------------- | ---------------------- |
| Allmusic                                                                    | [ 4 ]                  |
| Esta tabela precisa de ser acompanhada por texto em prosa. Consulte o guia. |                        |

## Faixas
1. Revoluções por Minuto
2. Alvorada Voraz
3. A Cruz e a Espada
4. Naja (instrumental)
5. Olhar 43
6. Estação no Inferno
7. London, London
8. Flores Astrais
9. Rádio Pirata (incidental Light My Fire)

## Tabelas
| Tabela musical (1986) | Posição |
| --------------------- | ------- |
| Brasil (Nopem)        | 1       |

| Tabela musical (1986) | Posição |
| --------------------- | ------- |
| Brasil (Nopem)        | 40      |

## Formação
- Paulo Ricardo: vocal, baixo
- Fernando Deluqui: guitarra, vocal de apoio
- Luiz Schiavon: teclados, piano
- Paulo Pagni: bateria, sintetizador, vocal de apoio